# Landing Craft Air Cushion
Landing Craft Air Cushion (LCAC) (deutsch: „Landungsfahrzeug Luftkissen“) ist ein Typ von Luftkissen-Landungsbooten der United States Navy.

## Entwicklung
Die LCAC wurden 1980 entwickelt und 1989 im ersten Einsatzverband eingesetzt. 1991 im Zweiten Golfkrieg war der bisher größte Einsatz von LCAC. 1993 landeten sie vor laufenden Kameras an den Küsten von Somalia.
LCAC erwiesen sich durch ihre Fähigkeit, rasch und gezielt große Mengen Fahrzeuge und Material unabhängig von üblichen Verkehrswegen anzulanden, auch als ideales Hilfsmittel der Katastrophenhilfe in Küstengebieten. Zu Beginn des Jahres 2005 wurden sie in Sri Lanka zur Verteilung von Hilfsgütern nach dem Seebeben im Indischen Ozean 2004 eingesetzt. Anfang September 2005 landeten mit Lastwagen voller Hilfsgüter beladene LCAC der Bataan am Strand von Biloxi, Mississippi zur Unterstützung der Hilfsmaßnahmen nach dem Hurrikan Katrina.
Insgesamt hat die US-Marine 91 LCAC im Bestand. 74 davon sind im aktiven Dienst, die restlichen in Reserve oder Wartung. Zugeteilt sind die aktiven LCAC entweder der Assault Craft Unit 4 auf der Naval Amphibious Base Little Creek in Virginia Beach, Virginia (Atlantikflotte) oder der Assault Craft Unit 5 im Marine Corps Base Camp Pendleton in Coronado, Kalifornien (Pazifikflotte).
Die amphibischen Mehrzweckschiffe der US-Marine können je nach Typ (LHD, LPD, LSD) zwei, drei oder gar vier LCAC in ihrem Welldeck aufnehmen.
Der große Vorteil der LCAC ist nicht nur die höhere Geschwindigkeit gegenüber normalen Landungsbooten, sondern auch die Tatsache, dass sie etwa 80 % aller Küsten erreichen und Truppen anlanden können, ohne dass diese durchs Wasser waten müssen, im Vergleich zu etwa 17 % bei regulären Booten.
Luftkissenboote können auch über Eis und den Strand hinweg operieren. Es kann so die klassische unsichere Landungszone in der Brandung wie beispielsweise bei den Landungen im Zweiten Weltkrieg vermieden werden; Truppen und Ausrüstung können so gleich zu einem Ort landeinwärts transportiert werden, wobei bei einer Gesamthöhe des Skirts (Gummischürze) von etwa 1,30 m Hindernisse bis zu 0,30 m Höhe überfahren werden können.
Dieses Konzept, schweres Gerät von hoher See bis zu 80 Kilometer weit direkt auf den Strand zu bringen, heißt OTH (over the horizon) und konnte zuvor nur mit Hubschraubern durchgeführt werden, und dies auch nur beschränkt.

## Technische Daten
- Besatzung: 5
- Abmessungen
  - Länge: 26,4 m
  - Breite: 14,3 m
- Einsatzverdrängung: 200 t

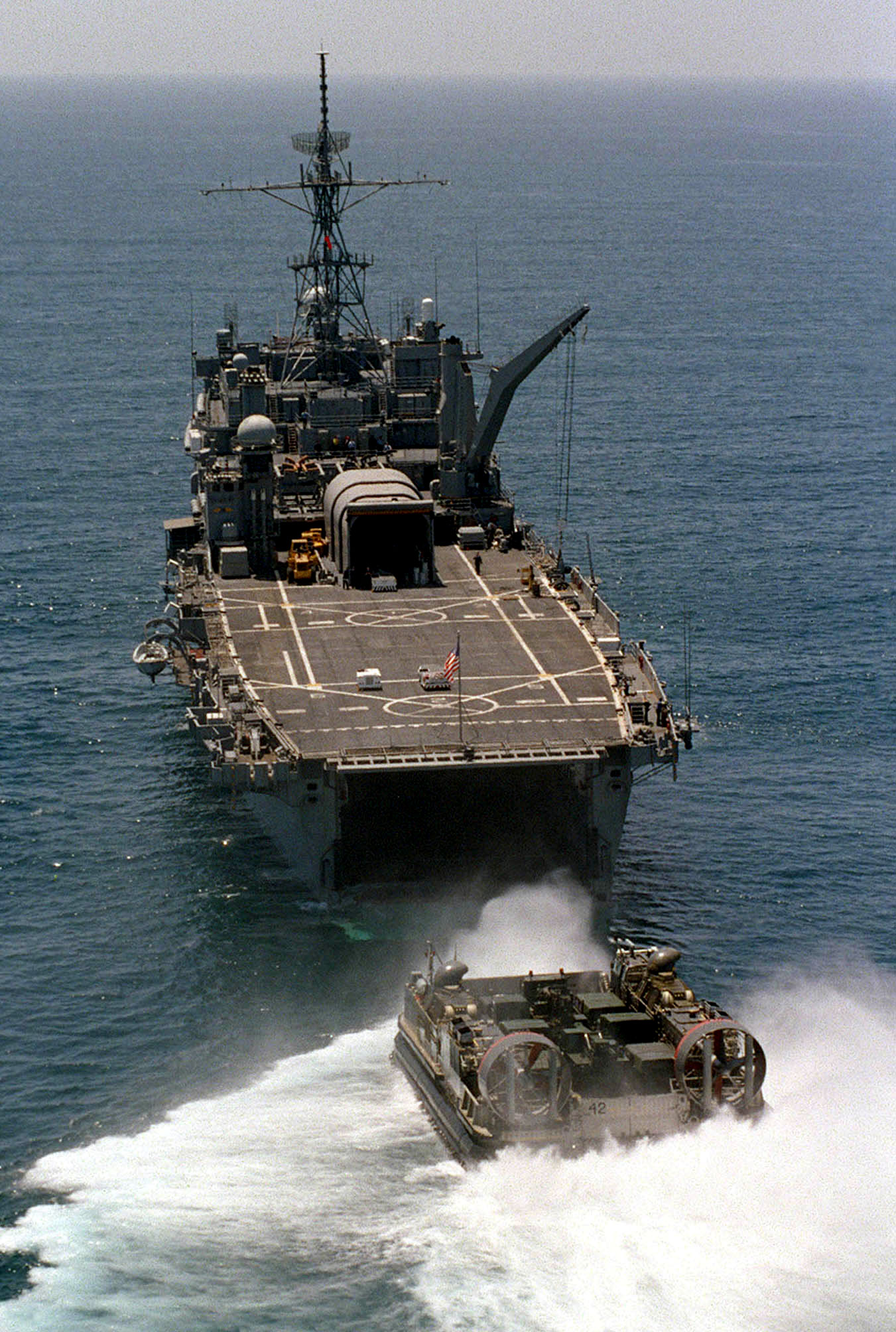
LCAC nimmt Kurs auf die Heckrampe der Denver

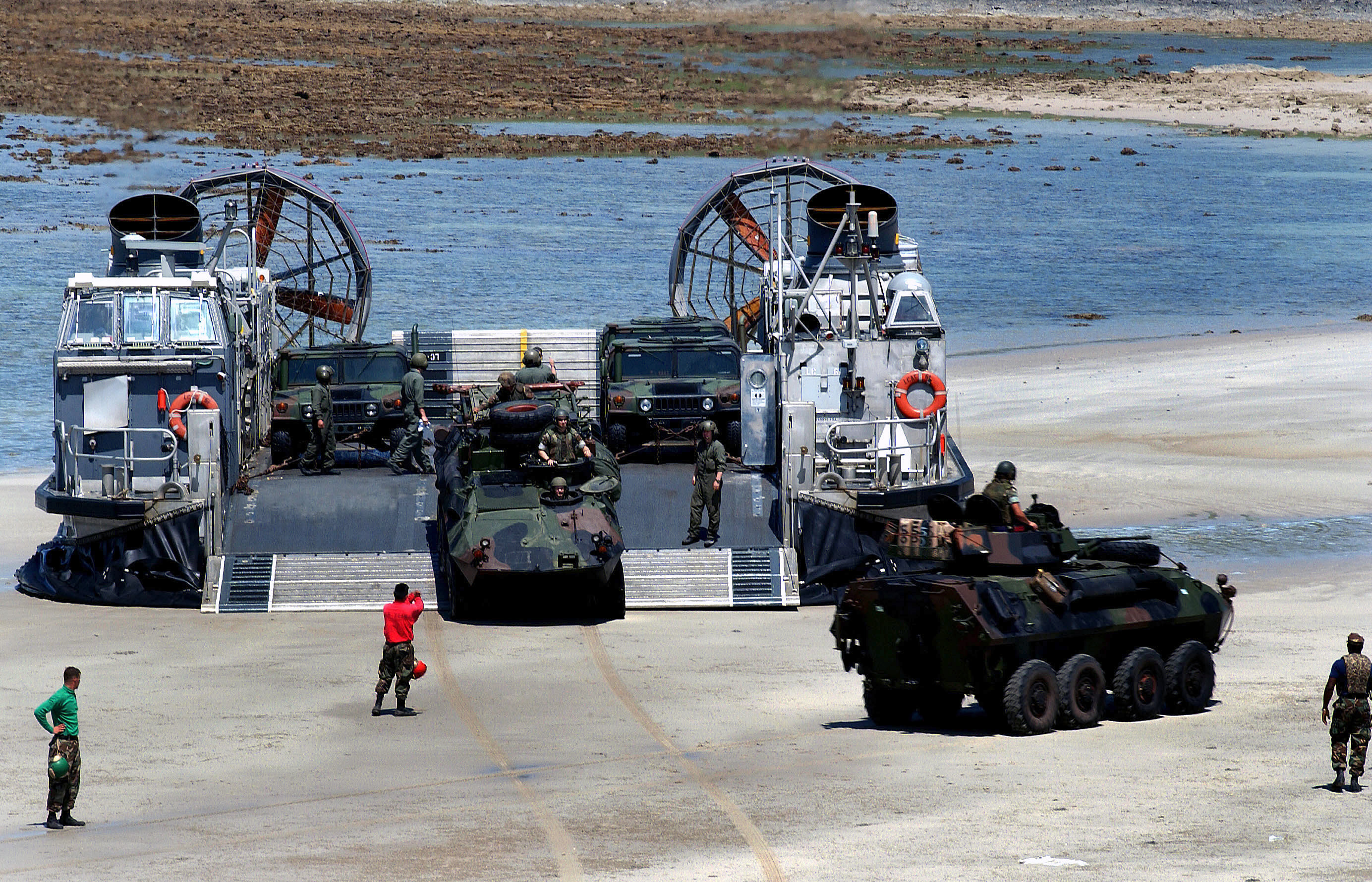
LAV-25s und HMMWVs werden von einem LCAC entladen

- Geschwindigkeit: 40 kn mit Fracht, sonst bis zu ~70 Knoten
- Antriebsanlage:
  - Leistung:  4 Avco-Lycoming-Gasturbinen, 12.280 PS
  - Propeller: 2 Antriebs- und 4 Hubpropeller
  - Verbrauch: 3800 Liter (1000 Gallonen) / Stunde
- Reichweite: 200 Meilen mit 40 Knoten, 300 Meilen mit 35 Knoten
- Bewaffnung:
  - 2 × 12,7-mm-MGs Browning M2
  - 2 × 40-mm-Maschinengranatwerfer Mk 19
- Fracht: 60 bis 75 Tonnen
  - Fahrzeuge pro Ladung:
    - 12 × HMMWVs oder
    - 4 × LAV-25s oder
    - 2 × AAV7A1 oder
    - 1 × M1A1 oder
    - 4 × M923 oder
    - 2 × 5-Tonnen-LKWs M923, 2 × M198-Haubitzen und 2 × HMMWVs

## Zukünftige Entwicklung
Als Weiterentwicklung war das Heavy Lift Landing Craft Air Cushion (HLCAC) mit 144 Tonnen Ladekapazität und einer um 33 % größeren Ladefläche angedacht. Damit können zwei M1A1 oder zehn LAVs transportiert werden.
Aktuell (2011) wurde das Projekt HLCAC aufgegeben und es gibt Planungen und einen Vertrag über die Beschaffung von 72 Ship-to-Shore-Connector-Luftkissenfahrzeugen. Diese sind in einigen Punkten weiterentwickelte LCAC. Unter anderen stärkere und effizientere Triebwerke, ein Zweimann-Cockpit, die Verwendung von leichteren Materialien beim Bau sowie eine höhere Geschwindigkeit und höhere Nutzlast.